# Słoboda (rejon krasninski)
Słoboda (ros. Слобода) – wieś (ros. деревня, trb. dieriewnia) w zachodniej Rosji, w osiedlu wiejskim Malejewskoje rejonu krasninskiego w obwodzie smoleńskim.

## Geografia
Miejscowość położona jest przy granicy z Białorusią, 18,5 km od drogi regionalnej 66A-3 Krasnyj – granica (Lady), 20,5 km od centrum administracyjnego osiedla wiejskiego (Malejewo), 20 km od centrum administracyjnego rejonu (Krasnyj), 65,5 km od Smoleńska, 31 km od przystanku kolejowego (478 km).
W granicach miejscowości znajduje się ulica Polewaja.

## Demografia
W 2010 r. miejscowość nie posiadała mieszkańców.